# Galaktyka Sombrero
Galaktyka Sombrero (również Messier 104, M104, NGC 4594) – galaktyka spiralna typu Sa, położona w południowej części gwiazdozbioru Panny, tuż przy granicy z konstelacją Kruka o jasności 8,7m i nazwie pochodzącej od jej wyglądu (przypomina kapelusz sombrero).
Odkrył ją Pierre Méchain 11 maja 1781 roku. Nie znalazła się w oryginalnej drukowanej wersji katalogu Messiera, jednak Charles Messier dopisał ją odręcznie do swej prywatnej kopii katalogu. Niezależnie galaktykę odkrył William Herschel 9 maja 1784 roku, a John Dreyer skatalogował jego obserwację w swym katalogu jako NGC 4594. Dopiero w 1917 roku Camille Flammarion odkrył, że obiekt NGC 4594 był obserwowany wcześniej przez Méchaina i znany był Messierowi, dlatego w 1921 roku dodał tę galaktykę do katalogu Messiera jako M104.
Galaktyka Sombrero ma wielkie jasne jądro, mało rozwinięte ramiona spiralne i jest częściowo przesłonięta pasem (torusem) nieświecącej materii, składającym się głównie z pyłu i zimnego gazu wodorowego. Jej pierścień ma średnicę 60 tys. lat świetlnych. Jest to galaktyka z aktywnym jądrem typu LINER.
Do jej obserwacji konieczny jest amatorski teleskop.

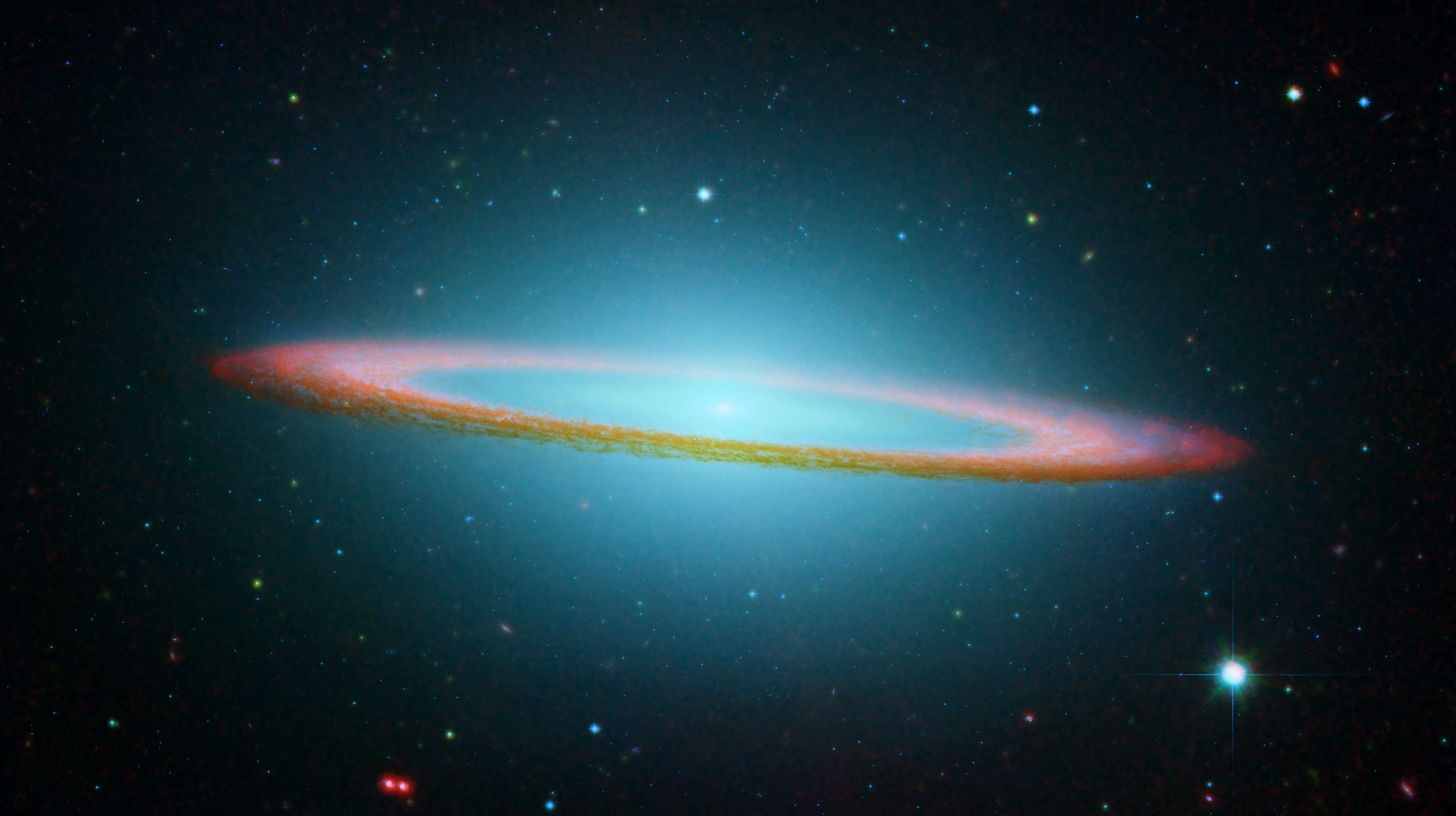
Zdjęcie galaktyki w podczerwieni (Kosmiczny Teleskop Spitzera)

Galaktyka ta zawiera wiele gromad kulistych, które tworzą wokół niej sferyczne halo. Sombrero znajduje się w odległości około 30 milionów lat świetlnych. Nie jest pewne, czy należy do jakiejś grupy lub gromady galaktyk.